# Scandinavian Airlines Flight 871
Scandinavian Airlines Flight 871, en Sud Aviation Caravelle, luftfartygsregister OY-KRB, med namnet Orm Viking, registrerad i Danmark, havererade vid inflygning till Turkiets huvudstad Ankara den 19 januari 1960. Flygplanet hade startat från Köpenhamns flygplats Kastrup och gjort mellanlandningar i Düsseldorf, Wien och Istanbul på sin väg till Ankara. Flygplanets slutdestination var Kairo i Egypten. Olyckan var den första dödsolyckan med en Caravelle.

## Händelseförlopp
Flygningen från Istanbul gick som planerat. Vid inflygningen mot Ankara var vädret dåligt med kraftig nederbörd både i form av regn och snö. Klockan 18.41 UTC rapporterade besättningen att de var på väg ner från 13 500 fot (motsvarar 4 115 meter) till 12 000 fot (motsvarar 3 658 meter). Fyra minuter senare meddelade besättningen att deras höjd är 6 500 fot (motsvarar 1 981 meter) och att de fortsatte sjunka under inflygning till flygplatsen. Två minuter senare klockan 18.47 UTC slår flygplanets landställ i en kulle och några sekunder senare kraschar det mot en annan kulle och exploderar. Samtliga ombordvarande omkom.

## Orsak till olyckan
Orsaken till olyckan har inte med säkerhet kunnat fastställas men misstankar finns att besättningen misslyckades att avläsa sina höjdmätare på ett korrekt sätt. Flygplanet var utrustat med fyra höjdmätare, tre av dem med tre visarnålar men kaptenen hade även en höjdmätare av modernare typ med två visarnålar som läses av på ett annat sätt. Detta kan ha orsakat att kaptenen flög cirka 1100 fot för lågt och således havererade i terrängen.